# Libro de 20 canciones y cánticos basados en poemas de Heinrich Heine

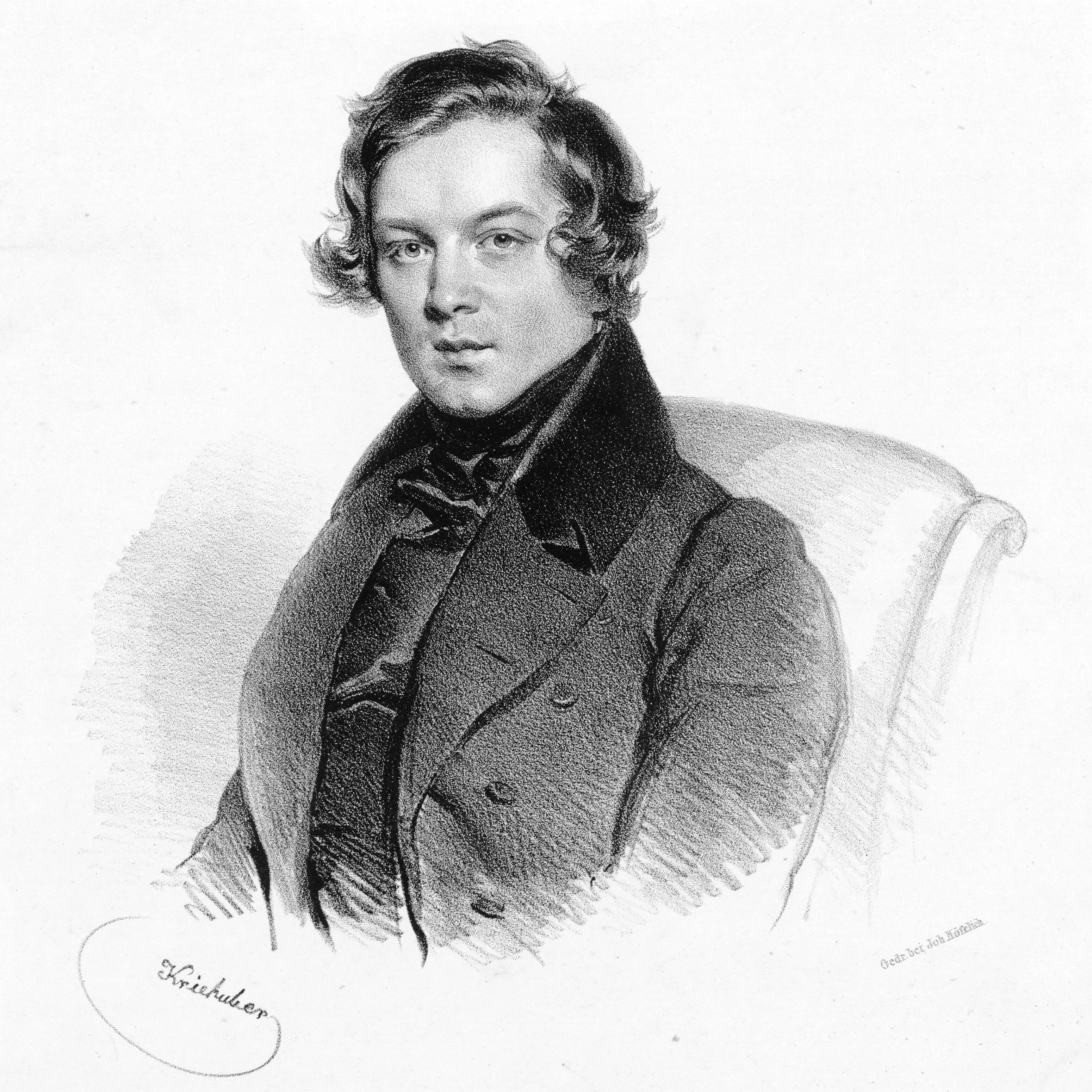
Robert Schumann 1839

Robert Schumann compuso las 20 canciones y cánticos basados en poemas de Heinrich Heine entre el 24 de mayo de 1840 y el 1 de junio de 1840. Este ciclo de canciones estuvo originalmente dedicado a su amigo Felix Mendelssohn Bartholdy. Los poemas provienen del Intermezzo Lírico (1822-1823) de Heine, que se publicó en la colección de poesía “Libro de las canciones”. En el autógrafo de la portada original, el título de la versión original es el siguiente: Poemas | de Heinrich Heine. | 20 canciones y cánticos | del Intermezzo Lírico del Libro de Canciones | para una voz cantante y piano | dedicado | al | Señor. Dr. Félix Mendelssohn Bartholdy | compuesto | por | Roberto Schumann. | 2.º círculo de canciones | del libro de canciones. | op. 29. Partes 1. y 2.

Poemas de Heinrich Heine: 20 canciones y cánticos del Intermezzo lírico

## Historia de las publicaciones
Schumann intentó por primera vez publicar el ciclo completo de 20 canciones en varias editoriales sin éxito.  No fue hasta 1844 cuando fueron publicados en forma reducida, con 16 en lugar de 20 canciones, por Edición Peters como el llamado Amor de poeta (op. 48) y en dos volúmenes de 8 canciones cada uno.
Las cuatro canciones no impresas y ordenadas (en la versión original: números 5 y 6, así como las números 15 y 16) se incluyeron como componentes de colecciones de canciones posteriores en el Op. 127 (primera impresión: 1854 - canciones n.° 5 y 15 de la versión original) y en Op.142 (primera impresión: 1858 - canciones n.º 6 y 16) publicadas. Además, se realizaron algunos cortes, así como otros cambios, simplificaciones y suavizados armónicos en las 16 canciones publicadas en el Amor de poeta Op. 48.
Se puede apreciar un desarrollo motívico y temático en las 20 canciones, como en el llamado “motivo Clara”  o en otros temas y en las tonalidades individuales. Por otro lado otra relación entre las canciones es un vínculo característico en la armonía, mediante el cual se pueden determinar ciertas correspondencias y simetrías.
Estos poemas de Heinrich Heine - 20 canciones y cánticos del Intermezzo lírico del Libro de los Canciones, como versión original del Amor de poeta, muestran no sólo otras características en la escritura para piano, sino también en la voz cantada. A diferencia de la primera impresión de 1844, la versión original de 1840 está en algunos lugares más incrustada en la escritura para piano. Si se comparan ambas versiones, se podría hablar de la versión original como una versión en la que la voz cantante y el piano aparecen más equitativamente, mientras que la versión de la primera impresión sitúa a la voz cantante más en primer plano.
La versión original de 1840 es, por tanto, única por su forma íntegra y su significado musical. En los últimos años, las interpretaciones de la versión original han despertado un mayor interés. 
En 2023, Danijel Drilo publicó por primera vez en una publicación de acceso abierto la versión original de 1840 (ver ediciones).

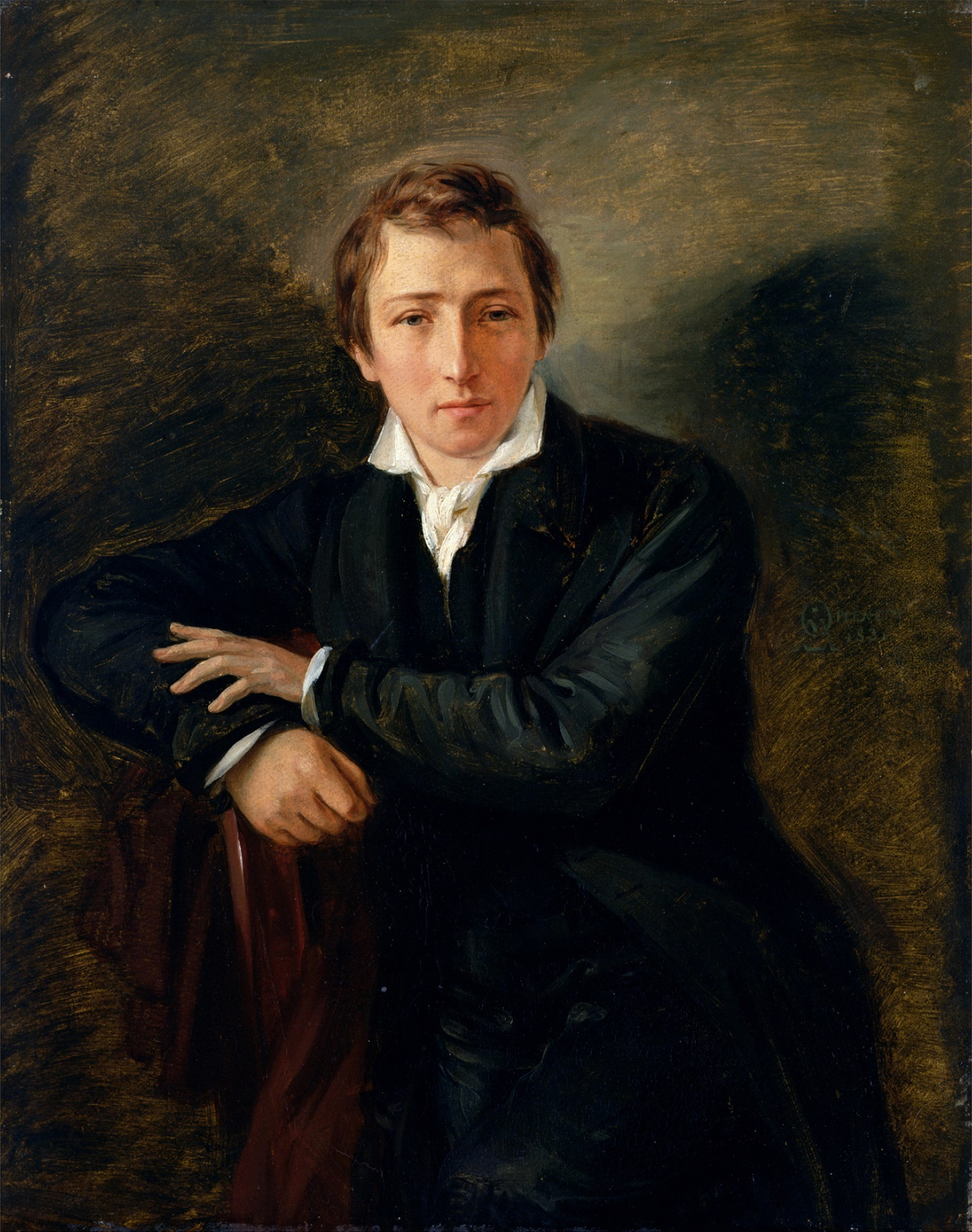
Heinrich Heine 1831

## Títulos
En el Intermezzo Lírico del Libro de los Canciones, los poemas no tenían títulos, por lo que los títulos de las canciones son los correspondientes incipits.
1. En el hermoso mes de mayo
2. Mis lágrimas brotan
3. La rosa, el lirio, la paloma.
4. Cuando te miro a los ojos
5. Tu cara
6. Inclina tu mejilla
7. Quiero sumergir mi alma
8. En el Rin, en el río sagrado
9. No guardo rencor
10. Y si las flores lo supieran
11. Esto es una flauta y violines.
12. Escucho la canción sonar
13. Un joven ama a una chica
14. En la brillante mañana de verano
15. Mi amor brilla
16. Mi carruaje rueda lentamente
17. Lloré en un sueño
18. Cada noche en un sueño
19. Llama desde viejos cuentos de hadas.
20. Las viejas y malas canciones.

## Ediciones
- Texto Transferido del autógrafo en imslp.org. Edición de partituras (2023, Creative Commons Attribution-ShareAlike 4.0 – Licencia) de Danijel Drilo.

- Copia digital del autógrafo en la Biblioteca Estatal de Berlín.